# Georg von Bismarck
Georg von Bismarck (15. februar 1891 i Neumühl i Neumark ved Küstrin – 31. august 1942 ved El Alamein) var en tysk officer og general under 2. Verdenskrig. Han var leder af 21. Panzer division i Afrika da han blev dræbt ved et luftangreb.

## Familie
Georg von Bismarck var søn af den kongelige preussiske statsskovrider Klaus von Bismarck (1851-1923) og Wally Witte (1859-1951) (Briester Linjen). Bismarck giftede sig den 26. marts 1921 i Berlin med Margarethe von Webern, datter af general von Webern og Margarethe Gräfin von Hopffgarten. I sit andet ægteskab, som blev indgået den 20. maj 1929 i Augustfelde, Kr. Rummelsburg, Pommern, giftede han sig med Marly Wollf, datter af major Theodor Wolff fra Augustenfelde, og Luise Becker-Bartin. I begge ægteskaber fik Bismarck en søn.

## Liv
Efter endt skolegang indtrådte Bismarck i 1910 i 2. Schlesische Jäger Bataillon Nr. 6 i Oels/Schlesien som fanejunker. Under 1. verdenskrig startede han som løjtnant og blev senere premierløjtnant og adjudant ved fronten. Indtil juli 1916 var han på Vestfronten, så kom han til fronten ved Karpaterne, derefter til Sydfronten ved Isonzo og til sidst i 1917-1918 igen Vestfronten.
Fra 1919 tilhørte han Reichswehr. I 1938 blev han forfremmet til oberst og fik kommandoen over kavaleri-skytteregiment nr. 7 i Gera i Thüringen.
Under 2. Verdenskrig kom Bismarck igen til fronten. I september 1939 deltog han i Felttoget i Polen, i 1940 under slaget om Frankrig deltog han i gennembruddet gennem Maginot-linjen. I 1941 var han brigadechef og senere stedfortrædende chef for 20. panzer division på Østfronten. I januar 1942 blev han sendt til det tyske Afrika Korps i Libyen som leder af 21. panzer division. Den 1. april 1942 blev han forfremmet til generalmajor. Han faldt i slaget ved Alam el Halfa. Efter hans død blev han udnævnt til generalløjtnant.

## Udmærkelser
- Jernkorset II. og I. Klasse
- Hausorden der Hohenzollern mit Schwertern
- Ritterkreuz 1940